# Säsongsarbete
Säsongsarbete är en typ av arbete som utförs under en begränsad säsong under året. Några näringar som till stor del är beroende av säsongsarbete är jordbruk, bärplockning och turism. Sådana arbeten kan leda till omfattande migration till platser, och höja befolkningen avsevärt under säsongen. Även arbeten som jultomte kan beskrivas som säsongsarbete.